# Zende
Mahmoud Zende, de son vrai nom Mahmoud Zendehroudi (ou Zenderoudi) est un artiste peintre iranien vivant en France depuis 1978. Zende signifie en persan vivant.

## Présentation
Zende, de son vrai nom Mahmoud Zendehroudi, est né en 1943 à Karadj, Iran. Il a grandi à Téhéran, où il vécut comme ses sept frères et sœurs sous l'influence artistique de sa mère.
Ses œuvres demeurent cachées du public jusqu'en 1962, date à laquelle il participe à la 2e biennale de Téhéran.
En 1966, Zende expose à la Teheran Gallery et participe par la suite à l'exposition internationale de Téhéran en 1970.
Pendant plus de dix ans, il travaille en tant que journaliste à la télévision et radio iraniennes.
En 1978, Zende quitte l'Iran pour la France-sa femme étant française-où il vit depuis avec sa famille, se consacrant entièrement à la peinture.
Autodidacte, Zende découvre (et invente) de nouvelles techniques, comme l'utilisation du relief ou la création de son propre papier-support (le fameux "papier Zende").
C'est pour lui l'entrée dans le monde du collage et dès lors, sa créativité et son inventivité lui permettent l'utilisation de matériaux les plus divers, allant jusqu'à "sculpter le papier".
En tant que créateur de son propre style, Zende s'inspire de sa propre culture, rendue d'autant plus présente par son exil: il nous transmet dans ses tableaux autant de contes persans!
Zende utilise la calligraphie en tant qu'élément de style, libérée des règles séculaires de cet art: la lettre devient trait et les mots deviennent des symboles, laissant au spectateur de ses œuvres
le soin d'en interpréter le sens.
Souvent, Zende utilise des citations de la littérature persane ou, à l'instar des grands maitres de la calligraphie chinoise, il illustre ses œuvres de ses propres vers: Zende est un véritable poète.

## Parcours
Venu de Perse, pays mythique cher aux artistes romantiques et voyageurs, Zende, comme de nombreux artistes de son pays, a choisi l'exil... un exil que son talent d'artiste a décidé de nourrir aux sources contradictoires et riches de cet espace où se rencontrent, depuis la nuit des temps, l'Orient et l'Occident-où passent les caravanes de soieries, d'épices, de métaux précieux, tout autant les hommes et les idées... Zende incarne admirablement cette voie étroite, lui qui jongle entre modernité et tradition, entre préciosité et brutalité, entre évidence trop crue et espacement...entre le vif et le pale.
Le signe dans son œuvre s'efface pour devenir forme et la forme nous parle comme une écriture... La calligraphie voluptueuse de l'Orient s'emplit du mystère de la forme pour chuchoter à l'oreille (à l'œil peut-être) les secrets cruels et raffinés, nimbés d'or, d'un exil aristocratique... celui de Zende lui-même.
Il est toujours difficile pour un artiste d'associer avec bonheur sa projection quotidienne aux racines profondes de sa personnalité. Zende réussit ce tour de force d'où le "choc rare" lorsque l'on contemple son œuvre à la fois si riche, si viscéralement perse et si fondamentalement contemporaine. Voila le secret de la pérennité. Bravo Zende.
La route de Zende est celle de la soie, des mages, du papier.
Alchimiste et conteur, entre ses doigts les matières se métamorphosent, ors, émaux, turquoises
se plient sous l'écriture et sa mémoire devient la nôtre, enrichie de cent détails précieux ou gardant la poudreuse blancheur des velins enfouis dans les coffres.
textes par Claude-Henri Bartoli, écrivain et poète
et Jean-Luc Perez, mécène

## Principales expositions personnelles
- 1966 Tehran Gallery, Téhéran, Iran
- 1988 Decor Gallery, Rockville, MD, USA
- 1989 Zygos Gallery, Washington DC, USA
- 1990 Galerie Laroche, Dijon, France (& 1992, 1995, 1997)
- 1992 Maison de la Culture, Bonn, Allemagne
- 1992 Arcana, Art Vivant, Montpellier, France (& 1994)
- 1993 Musée Dép. Saint Germain, Pézenas, France
- 1994 Galerie de l'Ecusson, Montpellier, France (& 1996, 1997)
- 1994 Galerie du Ministère, Rabat, Maroc
- 1995 Galerie Boudet, Toulouse, France
- 1995 Galerie Arts et Vie, Belfort, France (& 1997)
- 1995 Musée Fleury, Lodève, France
- 1996 Espace Molière, Agde, France (& 1997)
- 1996 Maison de Montpellier, Heidelberg, Allemagne
- 1996 Galerie Ror Volmar, Paris, France
- 1997 La Galerie, Francfort, Allemagne
- 1997 Palais des Rois de Majorque, Perpignan, France
- 1999 Château de Lavérune, Hérault, France
- 1999 Galerie François Ier, Aubigny-sur-Nère, France
- 1999 Galerie Saint Ravy, Montpellier, France
- 2000 Centre André Malraux, Castelnau-le-Lez, France
- 2002 Galerie Artimus, Paris, France
- 2004 Centre Culturel, Conseil Régional Midi-Pyrénées, France
- 2004 Columbia University, NY, New-York
- 2004 Galerie Nader & Nader, NY, New-York
- 2004 Galerie d’Art Arabesque, Loches, France (& 2008)
- 2005 Galerie Lesage, Montpellier, France
- 2005 Galerie Hôtel Epi Plage, Saint Tropez, France
- 2007 Ateliers Labelvie, Marseille, France
- 2007 Galerie A7, Auvillar, France
- 2007 Artec, Montpellier, France
- 2007 Galerie Linda Farrell, Paris, France
- 2007 Galerie Goethestrasse, Francfort, Allemagne
- 2008 Galerie d’Art, Castelsarrasin, France
- 2008 Galerie du Palais Oriental, Montreux, Suisse

## Principales expositions de groupe
- 1962 2e Biennale de Téhéran, IRAN
- 1970 Exposition Internationale, Téhéran, IRAN
- 1988 West Annapolis Gallery, MD, USA
- 1988 Zygos Gallery, Washington DC, USA (& 1989)
- 1990 Strathmore Hall Arts Center, Rockville, MD, USA
- 1991 Musée de Bédarieux, France
- 1991 Avicenna University, Vienna, VA, USA (& 1992)
- 1992 Galerie Pablo, Karlstadt, Allemagne
- 1992 Musée d'Art Contemporain, Lavérune, France
- 1992 Galerie de la Place Beauvau, Paris, France (& 1993)
- 1998 Conseil Général des Pyrénées Atlantiques, Cultures d’Automne, France
- 2000 Musée du Collage, Sergines, France
- 2000 Centre Artistique, Verderonne, France
- 2001 "French May", Hong-Kong
- 2001 Euroart, Barcelone, Espagne
- 2002 Galerie Mojavari, Cologne, Allemagne
- 2003 Corum, Montpellier, France
- 2004 Festival Transméditerranéen, Sainte Tulle, France
- 2005 S’Mart, Martigues, France
- 2005 Galerie Le Caméléon, Antibes, France
- 2007 Corum, Montpellier, France

## Expositions permanentes
- Le Coriandre, Montpellier, France
- C.A.T.S. Software, Darmstadt, Allemagne
- Galerie Le Caméléon, Antibes
- Galerie du Palais Oriental, Montreux, Suisse
- Atelier Zende, Le Crès, France

## Livres d'artiste
- Rubayat, par Omar Khayam, couverture par Mahmoud Zende, la bibliothèque du lion, 2001
- La mort abeille, par Salah Stétié, trois peintures originales de Mahmoud Zende, éditions Fata Morgana, 2002
- Le Bruit des pas de l'eau, par Sohrab Sépéri et Mahmoud Zende, trois peintures originales de Mahmoud Zende, la bibliothèque du lion, 2005